# 1790 a tudományban
Az 1790. év a tudományban és a technikában.

## Díjak
- Copley-érem: nem került kiosztásra

## Születések
- február 3. - Gideon Mantell paleontológus († 1852)
- március 12. - John Frederic Daniell kémikus, fizikus († 1845)
- május 23. - Jules Dumont d'Urville felfedező († 1842)
- július 1. - George Everest geográfus († 1866)
- október 25. - Robert Stirling feltaláló († 1878)
- december 19. - William Edward Parry felfedező († 1855)

## Halálozások
- február 5. - William Cullen kémikus, orvos (* 1710)
- április 17. - Benjamin Franklin tudós, feltaláló (* 1706)
- Johann Bernoulli II matematikus (* 1710)